# Atletismo nos Jogos Pan-Americanos de 2011 - Salto com vara feminino
A competição do salto com vara feminino foi um dos eventos do atletismo nos Jogos Pan-Americanos de 2011, em Guadalajara. Foi disputada no Estádio Telmex de Atletismo no dia 24 de outubro.

## Calendário
Horário local (UTC-6).
| Data          | Horário | Fase  |
| ------------- | ------- | ----- |
| 24 de outubro | 16:30   | Final |

## Medalhistas
| Ouro   | CUB Yarisley Silva |
| Prata  | BRA Fabiana Murer  |
| Bronze | USA Becky Holliday |

## Recordes
Recordes mundial e pan-americano antes da disputa dos Jogos Pan-Americanos de 2011.
| Tipo                             | Atleta            | Marca  | Local          | Data                 |
| -------------------------------- | ----------------- | ------ | -------------- | -------------------- |
|                                  | Yelena Isinbayeva | 5,06 m | Zurique        | 28 de agosto de 2009 |
| Recorde dos Jogos Pan-Americanos | Fabiana Murer     | 4,60 m | Rio de Janeiro | 23 de julho de 2007  |

## Resultados

### Final
| Pos.              | Atleta              | País               | 3.40 | 3.55 | 3.70 | 3.85 | 4.00 | 4.10 | 4.20 | 4.30 | 4.40 | 4.50 | 4.60 | 4.65 | 4.70 | 4.75 | 4.80 | Resultado | Obs. |
| ----------------- | ------------------- | ------------------ | ---- | ---- | ---- | ---- | ---- | ---- | ---- | ---- | ---- | ---- | ---- | ---- | ---- | ---- | ---- | --------- | ---- |
| Medalha de ouro   | Yarisley Silva      | CUB Cuba           | –    | –    | –    | –    | –    | –    | –    | o    | o    | o    | o    | –    | o    | o    | xxx  | 4.75      | ,    |
| Medalha de prata  | Fabiana Murer       | BRA Brasil         | –    | –    | –    | –    | –    | –    | –    | –    | –    | xxo  | x–   | xo   | o    | x-   | xx   | 4.70      |      |
| Medalha de bronze | Becky Holliday      | USA Estados Unidos | –    | –    | –    | –    | –    | xo   | –    | o    | –    | xxx  |      |      |      |      |      | 4.30      |      |
| 4                 | Karla Rosa da Silva | BRA Brasil         | –    | –    | –    | –    | –    | –    | o    | xo   | xxx  |      |      |      |      |      |      | 4.30      |      |
| 5                 | Keisa Monterola     | VEN Venezuela      | –    | –    | –    | –    | xo   | o    | o    | xxo  | xxx  |      |      |      |      |      |      | 4.30      |      |
| 6                 | Alejandra García    | ARG Argentina      | –    | –    | –    | –    | xo   | xo   | o    | xxx  |      |      |      |      |      |      |      | 4.20      |      |
| 7                 | Dailis Caballero    | CUB Cuba           | –    | –    | –    | –    | o    | o    | xxx  |      |      |      |      |      |      |      |      | 4.10      |      |
| 7                 | Victoria Robson     | CAN Canadá         | –    | –    | –    | –    | –    | o    | xxx  |      |      |      |      |      |      |      |      | 4.10      |      |
| 9                 | Daniela Inchausti   | ARG Argentina      | –    | –    | o    | o    | o    | xxx  |      |      |      |      |      |      |      |      |      | 4.00      |      |
| 10                | Carmelita Correa    | MEX México         | –    | o    | o    | o    | xxx  |      |      |      |      |      |      |      |      |      |      | 3.85      |      |
| 11                | Cecilia Villar      | MEX México         | –    | o    | o    | xxo  | xxx  |      |      |      |      |      |      |      |      |      |      | 3.85      |      |
| 12                | Deborah Gyurcsek    | URU Uruguai        | –    | xxo  | xo   | xxx  |      |      |      |      |      |      |      |      |      |      |      | 3.70      |      |
| 13                | María Ferrand       | PER Peru           | xo   | o    | xxx  |      |      |      |      |      |      |      |      |      |      |      |      | 3.55      |      |
| 14                | Jessica Fu          | PER Peru           | –    | xxo  | xxx  |      |      |      |      |      |      |      |      |      |      |      |      | 3.55      |      |
| 15                | Catalina Amarilla   | PAR Paraguai       | xo   | xxx  |      |      |      |      |      |      |      |      |      |      |      |      |      | 3.40      |      |
| 99 !              | Andrea Zambrana     | PUR Porto Rico     | –    | –    | –    | xxx  |      |      |      |      |      |      |      |      |      |      |      | NM        |      |

Legenda
| Recorde mundial                  | Recorde mundial (World record)               |                       | Recorde africano                      | Recorde africano (African) |                                           | Q | Classificado por posição (Qualified) |
| Recorde dos Jogos Pan-Americanos | Recorde pan-americano (Pan-American record)  | Recorde da América    | Recorde da América (Americas)         | q                          | Classificado por melhor tempo (Qualified) |   |                                      |
| Melhor marca do ano              | Melhor marca do ano (World leading)          | Recorde asiático      | Recorde asiático (Asian)              | DNS                        | Não largou (Did not start)                |   |                                      |
| Recorde nacional                 | Recorde nacional (National record)           | Recorde europeu       | Recorde europeu (European)            | DNF                        | Não terminou (Did not finish)             |   |                                      |
| Recorde pessoal                  | Recorde pessoal do atleta (Personal best)    | Recorde da Oceania    | Recorde da Oceania (Oceania)          | DSQ / DQ                   | Desclassificado (Disqualified)            |   |                                      |
| Recorde da temporada             | Recorde da temporada do atleta (Season best) | Recorde sul-americano | Recorde sul-americano (South America) | NM                         | Sem marca (No mark)                       |   |                                      |